# Staurogyne stenophylla
Staurogyne stenophylla är en akantusväxtart som beskrevs av Merrill och Chun. Staurogyne stenophylla ingår i släktet Staurogyne och familjen akantusväxter. Inga underarter finns listade i Catalogue of Life.